# Linda Vojtová
Linda Vojtová (Praga; 22 de junio de 1985) es una modelo checa conocida por su parecido con la supermodelo Gisele Bundchen, por lo cual fue apodada "Baby Gisele". Vojtova fue la ganadora de Elite Model Look en el 2000, cuando tenía 15 años. Desde entonces, apareció en varias revistas de modelos como Vogue, ELLE, Glamour, Amica, La Revista europea o Superficie. Es conocida por su colaboración con marcas de lencería como la austriaca Palmers, Victoria's Secret, Max Mara, Giorgio Armani, La Perla, Escada o Diésel. Su madre Taťjána es abogado y su abuelo Vadim Petrov es compositor.[cita requerida]

## Vida familiar y temprana
Linda Vojtova nació en Praga, capital de la República checa, hija de Tatjána Vojtova (abogada) y Karel Vojta (abogado y profesor de instituto) quiénes son ambos de origen checo.
Creció con su hermano mayor Martìn. Habla checo como lengua nativa, además de eslovaco e inglés. Estudió alemán y español en la escuela. Vive en la Ciudad de Nueva York con su prometido Jamison Ernest y su perro Teddy.
Linda fue descubierta en el centro comercial de Praga, en 1999, a la edad de 14 años. Sus primeros viajes de modelaje fueron a Milán y Viena, mientras que ella todavía estaba en la escuela elemental.
En el año 2000 Linda asistió la Élite de concurso nacional checa mirada de modelo del año, en qué ella estuvo primero. Linda se convirtió en la ganadora  de la pasarela de modelo de la Élite el concurso mundial de ayuda en Geneva, Suiza y ha firmado un contrato de 3 años con la agencia de modelo de la Élite en todo el mundo.
A los 15 años, mientras todavía estaba en el Instituto, ella había empesado un viaje por el mundial trabajando en Europa, Asia y América Del sur. Para esto fue que, aquel fotógrafo Ellen von Unwerth escogió a Linda para ser la cara de la señorita de marca de la moda Sesenta, el cual dio a Linda una rotura grande a la industria de la moda.
En 2002, Linda asistió a su primera semana de la moda de Nueva York y fue reservado en su primera sesión de fotos Vogue americano con el fotógrafo Steven Meisel.
Linda ha hecho 14 temporadas consecutivas de la moda en Nueva York, Milán y París, donde se dirigió espectáculos para los más grandes nombres de la industria de la moda. Ella ha sido la cara de muchas marcas de moda, así como campañas de cosméticos.

## Portadas
| - En diciembre de 2001, Elle Francia en febrero de 2003, La revista de Superficie, Joshua Jordania - 2003 Marcha, L'officiel Austria - 2003 julio, Elle Italia, Gilles Bensimon - 2003 septiembre, Vogue Australia, Patrick Shaw - 2004 febrero, Glamour Italia - 2004 julio, Amica revista, Nadir - 2005 Marcha, Italia de Estilo - 2006 octubre, Vogue Grecia - 2007 septiembre, Dolce Vita, Anna Kovacic - 2008 abril, Revista de Estilo Austria, Nicholas Moore - 2008 julio, Elle México, Gilles Bensimon - 2008 julio, L'officiel Rusia, Guy Aroch - 2008 octubre, Elle república checa, Marcel Gonzales Ortiz - 2008 octubre, Vogue Italia, Steven Klein - 2009 julio, Vogue Grecia - 2009 agosto, Elle Alemania - 2009 septiembre, revista de Deseo Brasil - 2009 noviembre, VS revista, Rankin - 2010 febrero, Amica, Nadir - 2010 mayo, Amica, Nadir | - 2011 enero, Una revista, Miguel Reveriego - 2011 febrero, Elle checo, Tono Stano - 2011 febrero, Elle checo, Rene un Radka - 2011 febrero, Elle checo, David Surowiecky - 2011 febrero, Elle checo, Branislav Simoncik - 2012 Marcha, Madame Figaro - 2012 agosto, revista de Terciopelo, Takay - 2012 diciembre, Elle checo, Branislav Simoncik - 2013 enero, Harper Bazar Argentina, Pavel Havlicek - 2013 febrero, Harper Bazar Ucrania, Pavel Havlicek - 2013 Marcha, Harper Bazar Bulgaria, Pavel Havlicek - 2013 abril, Austria de Estilo, - 2013 julio, Elle Alemania, Joshua Jordania - 2013 octubre, Elle checo, Matus Toth - 2014 octubre, Elle checo, Branislav Simoncik - 2015 enero, Es revista, Kate Davis Macleod - 2015 febrero, Portugal de Máximos, Branislav Simoncik - 2015 julio, Elle Grecia, Nick Leary - 2015 Verano, Moda Superior, Ben Renc - 2016 enero, Elle checo, Branislav Simoncik - 2016 enero, Elle Argentina, Nick Leary - 2016 Marcha, papel Azul, Rene un Radka - 2016 abril, checo de Bazar de los Harper, Rene un Radka - 2016 junio, Vogue Belleza de Portugal, Jamie Nelson |

## Proyecto musical
Vojtova es la productora de su abuelo cs:Vadim Petrov . Junto con su madre Tatjána, que organiza conciertos con su música en la República Checa. En noviembre de 2014, lanzaron el primer disco de Petrov llamado "Tarantela".